# Portfolio (album)
Portfolio è il primo album in studio della cantante giamaicana Grace Jones, pubblicato il 6 settembre 1977 dalla Island Records.
Nei primi anni settanta Grace Jones diventa un'affermata modella per i maggiori stilisti del tempo come Yves St. Laurent, Claude Montana, Azzedine Alaia e Kenzō Takada per le loro sfilate. Appare anche sulle copertine di numerose riviste come Vogue, Elle e Stern, fotografata da Helmut Newton, Guy Bourdin ed Hans Feurer. Con la collega Jerry Hall frequenta spesso i più importanti locali gay della città, iniziando a cementare la sua fama di icona gay e stringendo amicizie con Giorgio Armani e Karl Lagerfeld. Nel 1973 appare anche sulla copertina della ristampa dell'album discografico di Billy Paul Ebony Woman.
Ma è in questo periodo che sviluppa un grande interesse per la musica. Il primo singolo I Need a Man del 1975, scritto da Pierre Papadiamondis e Paul Slade, fu originariamente registrato e pubblicato in Francia per l'etichetta Orfeus, nel periodo in cui la Jones lavorava ancora come modella. La prima pubblicazione del singolo passò abbastanza inosservata. Il brano è stato successivamente remixato e pubblicato negli Stati Uniti dall'etichetta Beam Junction prima che la Jones firmasse un contratto discografico con la Island Records, includendo questa versione nel suo album di debutto. Il remix divenne un successo da discoteca, raggiungendo il primo posto nella classifica Dance Club Songs di Billboard. Il successo del brano fece in modo di aumentare la popolarità della cantante tra il pubblico gay. Il mix originale del 1975 insieme al suo lato B, Again and Again, sono a tutt'oggi inediti in CD.
Nel 1976 pubblica I'll Find My Way To You, brano scritto da Hal Shaper su musica di Stelvio Cipriani, inciso per la colonna sonora del film Quelli della calibro 38, diretto da Massimo Dallamano, poliziottesco in cui la Jones interpretava un piccolo ruolo come cantante di night.
Il lato b del brano era già apparso nel singolo di debutto della cantante, I Need a Man. Nel 1978 il 45 giri fu pubblicato per il mercato turco, in seguito alla distribuzione del film in quel territorio, e nel 2010 vide una pubblicazione digitale rimasterizzata, pubblicata sulle piattaforme digitali e di streaming.. Il brano verrà inserito tre anni più tardi, in una versione ricantata e riarrangiata come sesta traccia dell'album Muse.
Nel 1976 pubblica il suo terzo singolo, Sorry, scritto dalla stessa Jones e da Pierre Papadiamondis, fu pubblicato per l'etichetta Orfeus in Francia e per la Beam Junction negli Stati Uniti. Sul lato B era presente il brano That’s the Trouble, che è stato poi pubblicato in Francia, Canada, Germania, Italia, Regno Unito, Olanda, Brasile e Giappone come lato A. In altri territori il singolo è uscito come doppio lato A. Entrambe le canzoni sono state successivamente inserite nelle loro versioni edit, nell'album, con That’s the Trouble presente nella versione remix del 1977.
Prodotto da Tom Moulton. Registrato al Sigma Sound Studios di Philadelphia, l'album contiene tre rielaborazioni in chiave disco di brani estratti da celebri musical di Broadway: Send in the Clowns scritta originariamente da Stephen Sondheim per il musical A Little Night Music, What I Did for Love dal musical A Chorus Line e Tomorrow, tratto da Annie.
Ma è con la cover di La Vie en rose che la Jones ottiene un primo grande successo discografico. La versione del singolo è stata notevolmente modificata da quella presente nell'album, con un arrangiamento in stile bossa nova e disco, ed è divenuta la sua prima grande hit internazionale e una delle sue signature song. Nel Regno Unito il brano è riuscito ad entrare nella Top 20 della classifica ufficiale soltanto nel 1986, quando è stato ripubblicato assieme a Pull Up to the Bumper per promuovere la raccolta Island Life. Il singolo entrò nella top ten di molti paesi ed ottenne il disco d'oro in Francia e Italia e si posizionò al decimo posto nella classifica dance di Billboard.
Grace Jones ha dichiarato questo a proposito della canzone: «Questa è davvero una canzone speciale per me. Mio Dio, piango sempre ogni volta che la canto. Ho avuto alcuni amanti francesi, per questo ogni volta che la canto penso sempre a loro.».

## Tracce
Lato A
1. Send in the Clowns – 7:33 (Stephen Sondheim)
2. What I Did for Love – 5:15 (Marvin Hamlisch, Edward Kleban)
3. Tomorrow – 5:48 (Martin Charnin, Charles Strouse)

Lato B
1. La Vie en rose – 7:27 (Édith Piaf, Louis Gugliemi)
2. Sorry – 3:58 (Grace Jones, Pierre Papadiamondis) – assente nella versione italiana
3. That's the Trouble – 3:36 (Grace Jones, Pierre Papadiamondis) – assente nella versione italiana
4. I Need a Man – 3:23 (Pierre Papadiamondis, Paul Slade)